# Сьюзен Вебб Кушман

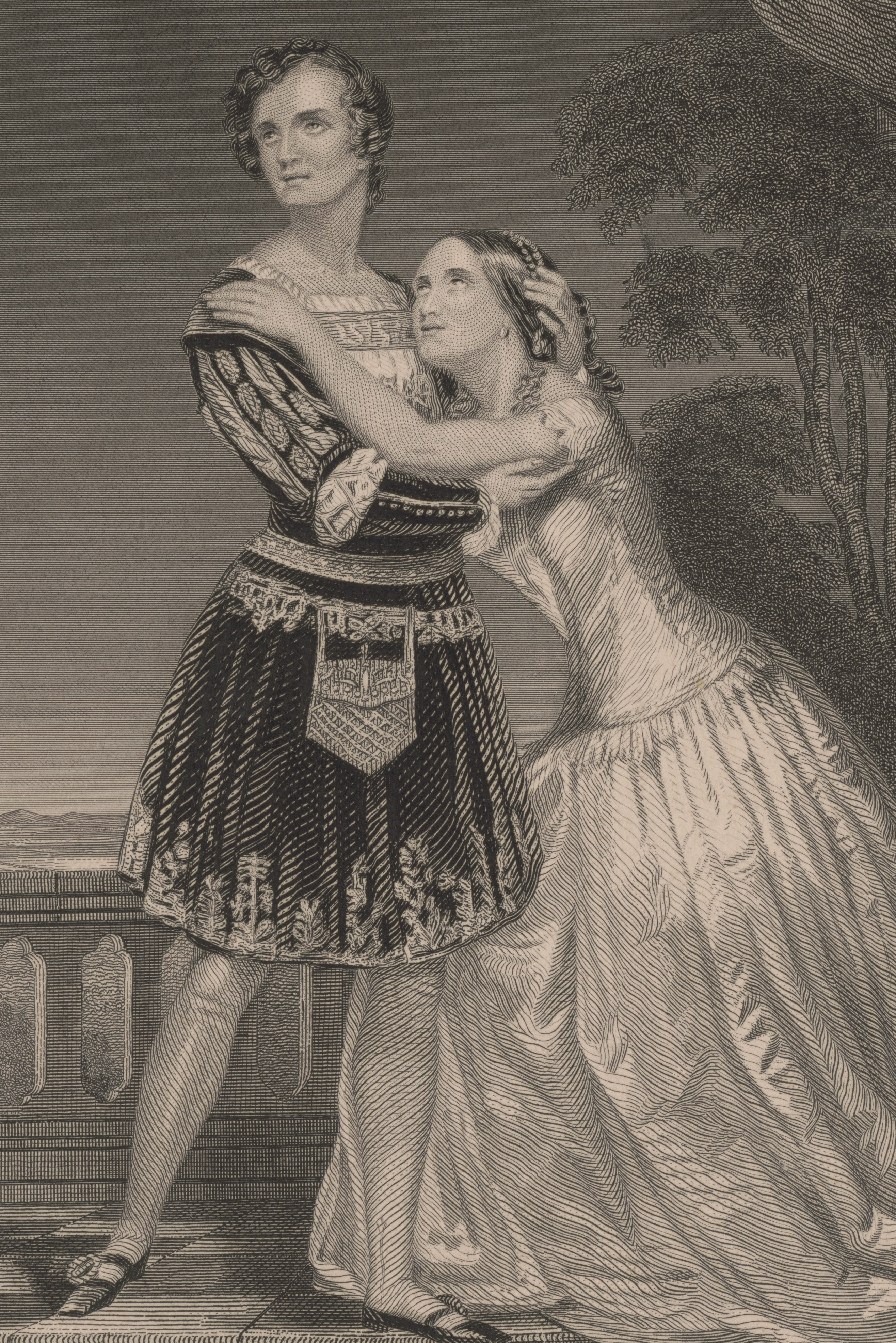
Сьюзен (праворуч) зі своєю старшою сестрою Шарлоттою в ролях Ромео і Джульєтти

Сьюзан Вебб Кушман (17 березня 1822 — 10 травня 1859) — американська актриса, народжена в Бостоні, штат Массачусетс, молодша сестра американської театральної актриси Шарлотти Кушман.
Сьюзен Кушман дебютувала в п'єсі Епеса Сарджента «Генуезці» в 1836 році через рік після поїздки з матір'ю до Шарлотти, перспективної актриси, у Нью-Йорку та Олбані, Нью-Йорк.

## Кар'єра в США
Після невдалого шлюбу того ж року з Нельсоном Меріманом, після якого він залишив її разом з ще не народженою дитиною, вона послухалася поради старшої сестри Шарлотти, та продовжила свою акторську кар'єру разом з нею. Разом вони знімалися в Нью-Йорку та Філадельфії, приблизно в 1841—1842 роках, як Грейс Гаркавей (Сьюзан) та Леді Гей Спанкер (Шарлотта). Вона отримала визнання у виставі «Сатана в Парижі» та зіграла Дездемону в «Отелло» Джорджа Ванденгофа.
У 1842 році Сьюзен була акторкою, а Шарлотта — режисером театру Walnut Street у Філадельфії, де Ванденгофф виступав шість ночей за 180 доларів. Пізніше Ванденгофф визнав холоднокровність Шарлотти та Сьюзен у своїй автобіографічній книзі під назвою «Листки з блокнота актора». У ній він написав, що Сьюзен була «гарненькою істотою, але не мала іскри геніальності Шарлотти…» і що «однак вона подобалася „колегам“ та була найкращою гуляючою леді на американській сцені».

## Міграція до Англії
У 1845 році Сьюзан поїхала за Шарлоттою до Англії. 30 грудня 1845 року в Геймаркеті в Лондоні вони так успішно зіграли Ромео і Джульєтту, відповідно (використовуючи оригінальну версію, а не театральну підказку) перед аудиторією, яка назвала їх «американськими індіанцями», що вони продовжували там виступати вісімдесят ночей перед туром по Англії. Хоча Шарлотта, якій подобалося грати чоловічі ролі, була хорошим шоуменом і отримала визнання критиків, вони також хвалили Сьюзен за «витонченість і делікатність її гри». Шерідан Ноулз в першу чергу похвалив Шарлотту, але, що стосується Сьюзен, похвалив першу партію як «чудову роль її красивої сестри». Сестри грали разом у Twelfth Night.
У 1848 році Сьюзан розлютила директора театру під час репетиції «Ліонської леді», в якій вона мала зіграти роль «Єлени» в нерозголошеній ролі місіс Анни Кори Моватт. Коли Сьюзен запізнилася під час прослуховування менеджером актриси на заміну, виникла гнівна сцена, яка, за словами місіс Моватт, була «такою, якої я ніколи не бачив у театрі раніше, і я радий сказати, що ніколи пізніше». Сьюзен була змушена піти з театру.

## Шлюб і смерть
Пізніше в 1848 році Сьюзен Кушман вийшла заміж за Джеймса Шерідана Маспратта і пішла зі сцени, живучи в Ліверпулі до своєї смерті в 1859 році у віці 37 років. У шлюбі народилося троє дітей.